# Френсис Галтън
Франсис Галтън (на английски: Francis Galton) е английски психолог и антрополог.

## Биография
Роден е на 16 февруари 1822 година близо до Бирмингам, Англия, най-малкото от седемте деца на родителите си. Има три по-големи братя и три по-големи сестри. Галтън е първи братовчед на Чарлз Дарвин, двамата имали общ дядо – Еразъм Дарвин. Семейство Галтън са известни и проспериращи производители на оръжия и банкери.
Галтън е считан за дете-чудо. На двегодишна възраст той може да чете, на пет разбира от латински, гръцки и може да дели многоцифрени числа, а на шест интересите му се насочват към книгите за възрастни, включително Шекспир, който чете за удоволствие. На 16 годишна възраст, по настояване на баща си, Галтън започва обучението си по медицина в Многопрофилната болница в Бирмингам като чирак на лекарите. За него това не е приятно преживяване и единствено непрекъснатият натиск, от страна на бащата, го задържа там.
Един инцидент по време на чиракуването му в болницата илюстрира любопитството на Галтън. Искайки да научи какви са ефектите на различните лекарства, той поема малки дози от всяко и отбелязва реакциите си по системен начин. Тръгва от лекарствата, чиито имена започват с буквата „А“. Това научно начинание завършва на буквата „С“, когато взема масло от едно растение от семейството на млечките (мощно разхлабително). След една година в болницата, Галтън продължава медицинското си обучение в Кингс Колидж, Лондон, а по-късно завършва и Кейбриджкия университет. Работи в Британското кралско географско дружество.
Умира на 17 януари 1911 година в Съри на 88-годишна възраст.

## Научна дейност
Галтън се счита за откривател на явлението антициклон, като му дава теоретично обяснение.
Има значими и световно признати заслуги в областта на науката антропология. Неговите антропологични изследвания получават практическо приложение в криминалистиката, особено в дактилоскопията.
Преломен момент в творчеството на Галтън настъпва след публикуването на труда на Чарлз Дарвин „Произход на видовете“ (1859). Под негово влияние Франсис Галтън въвежда в психологията и антропологията идеята за наследствеността, като се стреми чрез нея да обясни индивидуалните различия между хората.
Галтън е основоположник на диференциалната психология и един от първите, които започват експериментални изследвания на асоциациите и образната памет.